# Diastrophella
Diastrophella is een geslacht van kevers uit de familie van de loopkevers (Carabidae). De wetenschappelijke naam van het geslacht is voor het eerst geldig gepubliceerd in 1957 door Rivalier.

## Soorten
Het geslacht Diastrophella omvat de volgende soorten:
- Diastrophella pauliani Rivalier, 1957
- Diastrophella richardi Rivalier, 1957